# 三宅秀史
三宅 秀史（みやけ ひでし、1934年4月5日 - 2021年3月3日）は、岡山県出身のプロ野球選手（内野手）。右投右打。1966年から現役引退までの登録名は「三宅 伸和（ - のぶかず）」、現役引退後の氏名は「三宅 培司」とした。甥は元競輪選手の三宅伸。

## 経歴
岡山県立南海高等学校では同期のエース田代照勝を擁し、二塁手として活躍。1952年春季山陽大会決勝に進むが柳井商工の森永勝也に抑えられ0-1で惜敗。同年夏の甲子園県予選決勝で岡山東高を降し、東中国大会に進む。しかし1回戦で浜田高に敗れ甲子園には届かなかった。
田代照勝の調査に来た、大阪タイガースの青木一三スカウトの目に留まり、タイガースに入団する運びとなった。平岡泰博著の『哀愁のサード　三宅秀史』に掲載された本人の話では、入団の道筋を作ったのは、当時タイガース二軍監督を務めていた森田忠勇であったとのこと。田代は国鉄スワローズに入団している。
1年目の1953年から一軍に上がり、9月から23試合に二塁手として先発出場。1955年には開幕から三塁手に抜擢されレギュラーに定着、初めて規定打席（21位、打率.247）に達する。俊足強肩で守備の名手として知られ、吉田義男と鉄壁の三遊間を構成。1957年にはリーグ最多の31二塁打を放つなど活躍、リーグ7位の打率.267を記録し、ベストナインにも選出される。同年はオールスターゲームにも初出場。1958年には自己最高の21本塁打、35盗塁を記録。その後もシーズン二桁本塁打・二桁盗塁を続けるなど活躍するが、ベストナインをはじめ、オールスターゲームのファン投票による選出などにおいては、1958年に読売ジャイアンツに入団した長嶋茂雄に三塁手部門を独占されることになる。
1962年9月5日まで、882試合連続出場と700試合連続全イニング出場（2004年に金本知憲が更新、阪神球団在籍選手としての記録も金本が2007年に更新）の記録を継続していた。この事から「元祖鉄人」と呼ばれることもあった。翌9月6日の試合前、川崎球場のレフト側で安藤統夫とキャッチボールをしていた際、センター側でキャッチボールをしていた小山正明の送球が山本哲也のミットを大きく逸れ、その球を左眼に受けた。「危ないっ」との周囲の声に振り向いたところ、ちょうど左目に球の直撃を受けてしまったという。この事故で、三宅は虹彩分離の重傷を負い、1.5あった視力が0.1にまで低下。これが選手生命を絶たれる原因となった。以降、目立った活躍はできず、1966年にコーチ兼任となり、1967年に選手専任に戻るも、同年オフに現役引退。

### 現役引退後
引退後はコーチを歴任し、1970年には二軍監督を務めている。しかし1971年6月15日、化学工業薬品を経営していた義父が急死したため家業を手伝うため球団に退団を申し入れ、20日に正式に退団。その後は三重県鈴鹿市の病院に事務として勤務していたが、1991年に野球フランス代表の監督をしていた吉田義男に随行して、同チームのコーチを務めた。1994年退任。
2002年、慢性肝炎が悪化し余命半年を告げられたが、自身の孫から肝移植を受けたことで病状が回復する。
2004年8月1日に金本が連続試合全イニング出場の新記録を更新した際には、金本に花束を贈呈している。
2021年3月3日に三重県内の病院で心不全のため死去。86歳没。

## 選手としての特徴

### 打撃
レギュラー定着後2年ほどは、目立った成績を残していないが、ベストナインを獲得した1957年には、リーグ最多の31二塁打を記録している。打撃開眼した1958年以降は、1962年まで毎年二桁本塁打を放っている。率は低いもののパンチ力のある打撃で、小山正明は思い切りのいいスイングによる鋭い打球は一級品だったと述べている。

### 守備・走塁
三塁守備の実力は日本球界でもトップクラスで、守備の名手として知られていた。そのプレーは、簡単な打球処理でもファインプレーにみせる長嶋茂雄に対し、難しい打球処理の際にもダイビングキャッチなどをせずに全て正面で捕ったといわれる。基本に忠実なプレーが身上で、スローイングもオーバースローで正確に送球する上に、かなりの強肩であった。これにより三塁手のスーパースターとして知られた長嶋のライバルとして取り上げられることもあった。
派手さはないが、どんなに高度な打球処理もファインプレーに見せない堅実な守備は、読売ジャイアンツ監督でもあった水原茂が「三宅の守備に比べたら長嶋のそれは素人」と評する程であった。三宅と共に阪神のレギュラーとして活躍した吉田義男（遊撃手）と鎌田実（二塁手）も守備の名手として知られており、鎌田、三宅、吉田の三人による二三遊間はまさに鉄壁で、「日本球界最高の守備陣」といわれ「試合前のシートノックだけで金が取れる」と評された（ただし、一塁手の遠井吾郎だけはお世辞にも守備がうまいとはいえなかった）。
守備に加えて俊足でもあり、レギュラー定着後からキャッチボールの事故で重傷を負う1962年まで、毎年二桁盗塁を記録。特にフルイニング出場を続けていた時期は、毎年25盗塁前後を記録していた。

## 人物
敵チームからつけられた愛称は「ネコ」。これは、三宅が走塁時に音も立てずに進むことや、守備でも平然とビッグプレーをする点、性格が物静かであった点からつけられたという。
落語家の月亭八方が阪神ファンになるきっかけとなったのは、三宅との出会いがきっかけである。八方は、1962年の事故で眼科に入院中の三宅秀史選手と出会い、無邪気にサインを求める八方に対し、三宅は八方の瞳を見つめ「君は野球が好きか？」とだけ言い、サインを手渡したという。また、岡田彰布は幼少時に三宅とキャッチボールした経験があり、三宅へのあこがれから阪神入団時に同じ背番号16を付けた。他にも、阪神ファンではないが、永六輔が三宅を好み、三宅と同じ背番号16の各球団の選手を応援していた。また、星野仙一も「小学生の頃に街頭テレビで三宅さんのホームランを見て阪神が好きになった」と語っていた。
『哀愁のサード 三宅秀史』（平岡泰博著）によると、平岡からの野球人生に悔いはあるかという問いに、三宅は「……あのね、大ありや」と答えている。
阪神2軍監督退任後から亡くなるまで三宅は三重県鈴鹿市に住んでいたが、県南部の尾鷲市が特にお気に入りの街であり、晩年には「死ぬなら尾鷲で死にたい」と周りに話すほどだった。そのため、2018年に阪神に入団した同市出身の湯浅京己のことを特に気にかけていた。

## 詳細情報

### 年度別打撃成績
| 年 度      | 球 団      | 試 合 | 打 席 | 打 数 | 得 点 | 安 打 | 二 塁 打 | 三 塁 打 | 本 塁 打 | 塁 打 | 打 点 | 盗 塁 | 盗 塁 死 | 犠 打 | 犠 飛 | 四 球 | 敬 遠 | 死 球 | 三 振 | 併 殺 打 | 打 率 | 出 塁 率 | 長 打 率 | O P S |
| ---------- | ---------- | ----- | ----- | ----- | ----- | ----- | -------- | -------- | -------- | ----- | ----- | ----- | -------- | ----- | ----- | ----- | ----- | ----- | ----- | -------- | ----- | -------- | -------- | ----- |
| 1953       | 大阪 阪神  | 26    | 61    | 58    | 7     | 13    | 2        | 1        | 1        | 20    | 7     | 0     | 0        | 0     | --    | 3     | --    | 0     | 7     | 2        | .224  | .262     | .345     | .607  |
| 1954       | 大阪 阪神  | 58    | 93    | 84    | 12    | 18    | 3        | 2        | 3        | 34    | 6     | 2     | 1        | 1     | 0     | 7     | --    | 1     | 18    | 3        | .214  | .283     | .405     | .687  |
| 1955       | 大阪 阪神  | 126   | 409   | 385   | 34    | 95    | 11       | 5        | 3        | 125   | 24    | 18    | 9        | 3     | 1     | 19    | 1     | 1     | 67    | 7        | .247  | .284     | .325     | .609  |
| 1956       | 大阪 阪神  | 128   | 373   | 345   | 31    | 76    | 11       | 6        | 5        | 114   | 16    | 18    | 4        | 5     | 1     | 19    | 0     | 3     | 58    | 5        | .220  | .267     | .330     | .597  |
| 1957       | 大阪 阪神  | 130   | 517   | 460   | 56    | 123   | 31       | 4        | 7        | 183   | 51    | 23    | 8        | 9     | 2     | 45    | 0     | 1     | 62    | 6        | .267  | .334     | .398     | .732  |
| 1958       | 大阪 阪神  | 130   | 565   | 510   | 81    | 137   | 22       | 6        | 21       | 234   | 48    | 35    | 16       | 8     | 1     | 44    | 0     | 2     | 107   | 5        | .269  | .329     | .459     | .788  |
| 1959       | 大阪 阪神  | 130   | 551   | 497   | 62    | 133   | 26       | 6        | 18       | 225   | 63    | 30    | 11       | 4     | 5     | 44    | 3     | 1     | 68    | 12       | .268  | .328     | .453     | .781  |
| 1960       | 大阪 阪神  | 130   | 546   | 480   | 61    | 130   | 29       | 7        | 12       | 209   | 51    | 29    | 13       | 4     | 2     | 57    | 7     | 2     | 69    | 10       | .271  | .351     | .435     | .786  |
| 1961       | 大阪 阪神  | 130   | 545   | 483   | 69    | 132   | 20       | 4        | 15       | 205   | 56    | 23    | 3        | 7     | 2     | 51    | 2     | 2     | 60    | 16       | .273  | .345     | .424     | .770  |
| 1962       | 大阪 阪神  | 114   | 474   | 427   | 54    | 99    | 22       | 2        | 11       | 158   | 35    | 14    | 8        | 4     | 2     | 39    | 0     | 2     | 64    | 11       | .232  | .299     | .370     | .669  |
| 1963       | 大阪 阪神  | 24    | 50    | 48    | 4     | 9     | 2        | 1        | 1        | 16    | 5     | 1     | 0        | 0     | 0     | 2     | 0     | 0     | 15    | 2        | .188  | .220     | .333     | .553  |
| 1964       | 大阪 阪神  | 35    | 72    | 65    | 11    | 12    | 2        | 0        | 3        | 23    | 12    | 1     | 1        | 1     | 1     | 5     | 0     | 0     | 8     | 5        | .185  | .243     | .354     | .597  |
| 1965       | 大阪 阪神  | 32    | 30    | 28    | 5     | 2     | 0        | 0        | 0        | 2     | 0     | 4     | 4        | 0     | 0     | 2     | 0     | 0     | 7     | 0        | .071  | .133     | .071     | .205  |
| 1966       | 大阪 阪神  | 25    | 25    | 24    | 1     | 4     | 1        | 0        | 0        | 5     | 2     | 1     | 0        | 0     | 0     | 0     | 0     | 1     | 4     | 1        | .167  | .200     | .208     | .408  |
| 1967       | 大阪 阪神  | 1     | 0     | 0     | 0     | 0     | 0        | 0        | 0        | 0     | 0     | 0     | 0        | 0     | 0     | 0     | 0     | 0     | 0     | 0        | ----  | ----     | ----     | ----  |
| 通算：15年 | 通算：15年 | 1219  | 4311  | 3894  | 488   | 983   | 182      | 44       | 100      | 1553  | 376   | 199   | 78       | 46    | 17    | 337   | 13    | 16    | 614   | 85       | .252  | .315     | .399     | .713  |

- 各年度の太字はリーグ最高
- 大阪（大阪タイガース）は、1961年に阪神（阪神タイガース）に球団名を変更

### 表彰
- ベストナイン：1回 （三塁手部門：1957年）

### 記録
節目の記録
- 1000試合出場：1962年4月22日 ※史上69人目

その他の記録
- 初回先頭打者ランニング本塁打：1958年6月25日、対読売ジャイアンツ戦 ※史上2人目、セ・リーグ初[12]
- 700試合連続フルイニング出場（1957年7月15日 - 1962年9月5日）： 歴代3位
- オールスターゲーム選出：4回 （1957年 - 1960年）

### 背番号
- 38 （1953年）
- 16 （1954年 - 1967年）
- 52 （1968年 - 1969年）
- 65 （1970年）
- 76 （1971年）

### 登録名
- 三宅 秀史 （みやけ ひでし、1953年 - 1965年）
- 三宅 伸和 （みやけ のぶかず、1966年 - 1967年）
- 三宅 培司 （1968年 - 1971年）